# Angyalok a pályán
Az Angyalok a pályán (eredeti cím: Angels in the Outfield) 1994-es amerikai fantasy sport filmdráma, amelyet William Dear rendezett. A film az 1951-es ugyanilyen című film remake-je. A főszerepben Danny Glover, Tony Danza és Christopher Lloyd látható. Több később ismertté vált színész, például Joseph Gordon-Levitt, Adrien Brody, Matthew McConaughey és Neal McDonough is szerepelnek a filmben.
A film 1994. július 15-én jelent meg.

## Rövid történet
Egy kisfiú, Roger két dologért imádkozik: hogy legyen családja, és a kedvenc baseballcsapata nyerjen. Meglepetésére ott terem pár angyal, és segítenek abban, hogy kívánságait teljesítsék.

## Szereplők
| Karakter          | Színész                 | Magyar hang         |
| ----------------- | ----------------------- | ------------------- |
| George Knox       | Danny Glover            | Hollósi Frigyes     |
| Maggie Nelson     | Brenda Fricker          | Szabó Éva           |
| Mel Clark         | Tony Danza              | Barabás Kiss Zoltán |
| Al, a Főnök       | Christopher Lloyd       | Papp János          |
| Hank Murphy       | Ben Johnson             | Surányi Imre        |
| Ranch Wilder      | Jay O. Sanders          | Lázár Sándor        |
| Roger Bomman      | Joseph Gordon-Levitt    | Polgár Péter        |
| J.P.              | Milton Davis, Jr.       | Szőke András        |
| David Montagne    | Taylor Negron           | Matoricz József     |
| Triscuitt Messmer | Tony Longo              | Harmath Imre        |
| Whitt Bass        | Neal McDonough          | Selmeczi Roland     |
| Ray Mitchell      | Stoney Jackson          | Galbenisz Tomasz    |
| Danny Hemmerling  | Adrien Brody            | Holl Nándor         |
| Wally             | Tim Conlon              | Seszták Szabolcs    |
| Ben Williams      | Matthew McConaughey     |                     |
| Jose Martinez     | Israel Juarbe           |                     |
| Pablo Garcia      | Albert Alexander Garcia |                     |
| Mr. Bomman        | Dermot Mulroney         | Laklóth Aladár      |
| Frank Gates       | Robert Clohessy         |                     |
| Carolyn           | Connie Craig            |                     |
| Miguel Scott      | Jonathan Proby          |                     |